# 聖週六
聖週六（拉丁語：Sabbatum Sanctum），又稱神聖週六、耶穌受難節翌日、復活節前夜（Easter Eve）、黑色星期六（Black Saturday），耶穌受難日的隔天，復活節的前一天，聖週的最後一天。它是紀念耶穌死後，屍體放在墓穴的那一天，許多基督宗教信徒會在這一天守夜。